# Associazione Sportiva Albenga 1940-1941
Questa voce raccoglie le informazioni riguardanti l'Associazione Sportiva Albenga nelle competizioni ufficiali della stagione 1940-1941.

## Rosa
| N. |                   | Ruolo | Calciatore         |
| -- | ----------------- | ----- | ------------------ |
|    | Italia (bandiera) | P     | Giuseppe Aicardi   |
|    | Italia (bandiera) | P     | Ugo Amoretti       |
|    | Italia (bandiera) | D     | Sauro Ascheri      |
|    | Italia (bandiera) | C     | Giovanni Astengo   |
|    | Italia (bandiera) | C     | Giovanni Cappanera |
|    | Italia (bandiera) | A     | Francesco Casaccia |
|    | Italia (bandiera) | C     | Egidio Cassini     |
|    | Italia (bandiera) | A     | Antonino Di Fulvio |
|    | Italia (bandiera) | D     | Annibale Enrico    |
|    | Italia (bandiera) | D     | Mario Facollo      |
|    | Italia (bandiera) | D     | Giuseppe Francia   |

| N. |                   | Ruolo | Calciatore        |
| -- | ----------------- | ----- | ----------------- |
|    | Italia (bandiera) | C     | Angelo Lagorio    |
|    | Italia (bandiera) | D     | Elmore Mascardi   |
|    | Italia (bandiera) | A     | Carlo Riolfo      |
|    | Italia (bandiera) | A     | Edoardo Rossi     |
|    | Italia (bandiera) | A     | Attilio Selmi     |
|    | Italia (bandiera) | A     | Giovanni Sibelli  |
|    | Italia (bandiera) | D     | Angelo Valgimigli |
|    | Italia (bandiera) | D     | Gino Vignolo      |
|    | Italia (bandiera) | A     | R. Zacchi         |
|    | Italia (bandiera) | A     | Carlo Zarri       |
|    | Italia (bandiera) | C     | Carlo Zioni       |